# Song Yoon-ah
Song Yoon-ah (송윤아?, 宋玧妸?, Song Yun-aLR; Seul, 7 giugno 1973) è un'attrice sudcoreana.

## Biografia
Nata a Seul ma cresciuta a Gimcheon, ha esordito nel campo dell'intrattenimento dopo aver vinto tre riconoscimenti al KBS Super Talent Contest 1995, apparendo inizialmente come modella pubblicitaria per le riviste e come comparsa in televisione. Si è fatta notare per il ruolo dell'antagonista Hong Ju-ri nella serie del 1998 Mister Q, e negli anni successivi grazie alle sue interpretazioni in Joh-ihak (1998), Wangcho (1999) e Hotelier (2000). Nel 2002 ha recitato in uno dei film di maggior successo dell'anno, Gwangbokjeol teuksa di Kim Sang-jin, vincendo il riconoscimento di miglior attrice di supporto ai Blue Dragon Film Award, ai Chunsa Film Art Award e ai Grand Bell Award.
Dopo essersi sposata nel 2009 con il collega Sol Kyung-gu e aver dato alla luce un figlio, Sol Seung-yoon, nel 2010, Song ha preso una pausa di cinque anni dalla recitazione, durante la quale è diventata professoressa associata e docente part-time presso la facoltà del Dipartimento di arti performative e del Dipartimento di radiodiffusione, intrattenimento e arti visive del Seoul Arts College. È ritornata sulle scene nella fiction del 2014 Mama, che le è valsa un Baeksang Arts Award alla miglior attrice televisiva. Nel 2016 ha interpretato l'antagonista nella serie d'azione The K2, mentre nel 2018 le è stato riconosciuto un premio all'alta eccellenza per il suo ruolo nel dramma familiare Secret Mother.

## Filmografia

### Cinema
- Ilpar-ilpal (일팔일팔?), regia di Hang Hwa-young (1997)
- Jjang (짱?), regia di Yang Yoon-ho (1998)
- Bulhu-ui myeongjak (불후의 명작?), regia di Shin Kwang-jin (2000)
- Gwangbokjeol teuksa (광복절 특사?), regia di Kim Sang-jin (2002)
- Face (페이스?), regia di Yoo Sang-gon (2004)
- Arang (아랑?), regia di Ahn Sang-hoon (2006)
- Sarang-eul nohchida (사랑을 놓치다?), regia di Choo Chang-min (2006)
- Secret (시크릿?), regia di Yoon Jae-goo (2009)
- Wedding Dress (웨딩드레스?), regia di Kwon Hyung-jin (2010)
- Jeung-in (증인?), regia di Lee Han (2019) – cameo
- Dolmeng-i (돌멩이?), regia di Kim Jung-sik (2020)

### Televisione
- Sinsedae bogo - Eoreundeur-eun molla-yo (신세대 보고 - 어른들은 몰라요?) – serie TV, episodio 9 (1995)
- Gaeseongsidae (개성시대?) – serie TV (1995)
- Challahan yeomyeon (찬란한 여명?) – serie TV (1995-1996)
- Yong-ui nunmul (용의 눈물?) – serie TV (1996)
- Jipyeongseong neomeo (지평선 너머?) – serie TV (1997-1998)
- Pokpung sog-euro (폭풍 속으로?) – serie TV (1997)
- Jeonseor-ui gohyang (전설의 고향?) – serie TV, 2 episodi (1997)
- Sarang (사랑?) – serie TV (1998)
- Mister Q (미스터Q?) – serie TV (1998)
- Advocate (애드버킷?) – serie TV (1998)
- Joh-ihak (종이학?) – serie TV (1998-1999)
- Wangcho (왕초?) – serie TV (1999)
- Nam-ui sokdo moreugo (남의 속도 모르고?) – serie TV (1999-2000)
- Nappeun chin-gudeul (나쁜 친구들?) – serie TV (2000)
- Bandalgom nae sarang (반달곰 내 사랑?) – serie TV (2001)
- Hotelier (호텔리어?) – serie TV (2001)
- Seonmul (선물?) – serie TV (2002)
- Pokpung sog-euro (폭풍 속으로?) – serie TV (2004)
- Full House (풀하우스?) – serie TV (2004)
- Hong Kong Express (홍콩 익스프레스?) – serie TV (2005)
- Nuna (누나?) – serie TV (2006-2007)
- On Air (온에어?) – serie TV (2008)
- Secret Garden (시크릿 가든?) – serie TV, episodio 2 (2010)
- Mama (마마?) – serie TV (2014)
- Assembly (어셈블리?) – serie TV (2015)
- The K2 (THE K2?) – serie TV (2016)
- Secret Mother (시크릿 마더?) – serie TV (2018)
- Nine Room (나인룸?) – serie TV (2018) – cameo
- U-ahan chin-gudeul (우아한 친구들?) – serie TV (2020)
- Show Window: Yeo-wang-ui jip (쇼윈도: 여왕의 집?) – serie TV (2021-2022)
- Delivery Man (딜리버리 맨!?) – serie TV (2023)